# Сергеј Адијан
Сергеј Иванович Адиан, познат и као Адијан (јерм.: Սերգեյ Իվանովիչ Ադյան; рус.: Серге́й Ива́нович Адя́н, Генџе, 1. јануар 1931 — Москва, 5. мај 2020) био је совјетски и руски математичар. Предавао је на Московском државном Универзитету и био је познат по свом раду у теорији група, поготово на тему Бурнсајдовог проблема.

## Биографија
Адијан је рођен у близини Генџе, Азербејџан.
Тамо је одрастао у Јерменској породици. Студирао је на Јереванском и на Московском педагошком институту. Његов ментор био је Пјотр Новиков. Ради на Московском државном Универзитету од 1965. Александар Разборов био је један од његових ученика.

## Математичка каријера
У свом првом раду као студент 1950., Адијан је доказао да график функције f(x) реалне променљиве задовољава једначину 
f(x + y) = f(x) + f(y) (Јасно, сва непрекидна решења једначине су линеарне функције.) Овај резултат није био објављен тада. Необично је то да је 25 година касније Амерички математичар Едвин Хевит из Сијетла дао неке препринте свог рада Адијану током посете МСУ (Московском државном Универзитету) од којих је један посвећен истом резлтату, кога је Хевит објавио много касније. 
До почетка 1955. Адијан је успео да докаже неодлучивост свих не-тривијалних непроменљивих својстава групе, укључујући и неодлучност постојања изоморфизма са фиксном групом G, за било коју групу G. Ови резултати креирали су његову докторску тезу и његово прво објављено дело. Ово је једно од најизвандернијих, прелепих и општих резултата у алгоритамској групи познатој као Адијан-Рабинова теореma. Оно што истиче прво Адијаново дело јесте његова употпуњеност.
Упркос бројним покушајима, нико није додао ништа ново у резултатима током последњих 50 година. Адијанов резултат одмах је искористио А.А. Марков у свом доказу алгоритмичке нерешивости класичног проблема одлучивања када су топологички монифолди хомеоморфни.

### Бурнсајдов проблем
Попут Ферматове последње теореме у теорији бројева, Бурнсајдов проблем је деловао као катализатор за истраживање у теорији група.. Проблем са једноставном фомулацијом који се испостави изузетно тешким посебно фацинира математичаре. 
Пре Новикова и Адијана одговор на проблем био је познат само за вредности n {2, 3, 4, 6} и групе матрица. Како год, ово није спутавало веровање у постојање решења за било који број n. Једино што је требало учинити било је пронаћи праве методе за доказивање. Како су касније студије показале, овај начин размишљања био је превише наиван. Оне су показивале само то да пре њихових открића нико није био ни близу спознавања природе слободне, Бурнсајдове групе, или обим у којем суптилне структуре неминовно настају у сваком озбиљном покушају да се истраже. У ствари, није постојала метода за доказивање неједнакости у групи одређеној идентитетима форме x^n=1.
Начин решавања проблема у негативу био је уоквирен први пут од стране П.С.Новикова у његовој белешки, објављеној 1959. Како год, озбиљније схватање конкретних реализација његових идеја наишло је на озбиљне потешкоће, и 1960., на инсистирање Новикова и његове супруге Људмиле Келдиш, Адијан се посветио решавању Бурнсајдовог проблема. Завршавање пројекта захтевало је велике напоре од стране оба сарадника, током 8 година, и коначно 1968. појавио се чувени рад који је саржао негативна решења проблема за све непарне периоде n>4381, стога и решења свих чинилаца ових непарних бројева.
Решење Бурнсајдовог проблема свакако је било једно најистакнутијих математичких достигнућа прошлог века. У исто време, ово остварење било је једно од најтежих теорема: само индукцијски корак компликоване индукције у доказу обухватила је цело издање број 32 на скоро 30-так страна. Уз сво дужно поштовање, цео рад био је буквално остварен уз помоћ упорности Адијана. У том смислу вреди се подсетити речи Новикова који је рекао да никада није срео “продорнијег”, математичара од Адијана. 
Спротно теореми Адијан-Рабин, доказ Адијана и Новикова никако није 'затворио' Бурнсајдово питање. Штавише, након дугог периода од више од 10 година Адијан је наставио да пообљшава и поједностављује метод који су направили и да прилагођава метод за решавање неких других основних проблема у теорији група.
Почетком 1980., када се појавила нова група учесника у решавању математичких проблема, који су усавршили метод Новиков-Адиан, теорија је већ била представљена као снажан метод за конструисање и истраживање нових група (како периодичних, тако и непериодичних) са заниљивим додељеним особинама.